# League of Ireland Cup
League of Ireland Cup (irisk: Corn Sraithe na hÉireann) (bliver af sponsornæssige årsager også kaldt EA Sports Cup) er den irske ligapokalturnering for herrer i fodbold. Det er en turnering åben for alle klubber i League of Ireland, som er klubber fra de to bedste rækker, League of Ireland Premier Division og League of Ireland First Division. Udover de to øverste rækker bliver også klubber fra de lavere irske rækker inviteret til at deltage i turneringen.

## Sponsornavne
- Bass League Cup: 1975/1976 – 1978/79
- Opel League Cup: 1986/87 – 1989/90
- Bord Gáis League Cup: 1990/91/ – 1995/96
- Harp Lager League Cup: 1996/97 – 1998/99
- Eircom League Cup: 1999/00 – 2008
- EA Sports Cup: 2009 –